# Крок (фільм)
«Крок» — радянсько-японський художній фільм 1988 року, знятий режисером Олександром Міттою.

## Сюжет
1959 рік, у Японії епідемія поліомієліту, від якого помирають або стають інвалідами тисячі дітей. Вакцина Солка, що застосовується в Японії, ефективна лише в 60 % випадків, крім того, її не вистачає на всіх, хто потребує. Проста японська жінка на ім'я Кейко, втративши старшого сина, хоче будь-що-будь захистити від хвороби молодшого сина і вирішує поїхати в СРСР, щоб придбати і привезти до Японії нову радянську вакцину, розроблену доктором Гусєвим, яка ефективна в 100 % випадків і, на відміну від вакцини Солка, абсолютно безпечна. В СРСР вона отримує вакцину для свого сина і купує ще тисячу доз для співвітчизників, однак на митниці вакцину конфіскують — за японськими законами будь-які ліки, що ввозиться в країну, мають пройти тривалу перевірку, що займає два роки. Японські матері влаштовують акції протесту і вимагають ввезти радянську вакцину негайно, проте цьому перешкоджають бюрократичні апарати обох держав. Зусиллями Кейко і інших японських матерів з одного боку і доктора Гусєва з іншого вдається узгодити відправку вакцини в Японію.

## У ролях
- Леонід Філатов — Гусєв
- Комакі Куріхара[ru] — Кейко
- Олег Табаков — Тутунов
- Олена Яковлєва — Тетяна
- Го Ватанабе — Кен
- Володимир Ільїн — Медяєв
- Андрій Харитонов — Ігор
- Акіра Куме — міністр
- Такетосі Найто — директор
- Детлеф Кюгов — Хорст
- Віра Трофімова — Валентина
- Сергій Марін — Андрій
- Рьоті Огасавара — Тецуо
- Масакі Терасома — Като
- Рінко Мацудзава — Тосіко
- Фуміко Керо — Мацуе
- Кадзуко Цудзі — Рейко
- Гарик Сукачов — епізод

## Знімальна група
- Режисер — Олександр Мітта
- Сценаристи — Віктор Мережко, Олександр Мітта, Володимир Цвєтов[ru]
- Оператор — Валерій Шувалов[ru]
- Композитор — Ігор Назарук
- Художники — Володимир Фабриков, Ігор Лемешев